# Puklerzowiec skryty
Puklerzowiec skryty (Calyptophractus retusus) – gatunek ssaka z podrodziny Chlamyphorinae w obrębie rodziny Chlamyphorinae. Występuje w centralnej części Ameryki Południowej. Ze względu na brak dostatecznych danych, by ocenić stopień zagrożenia gatunku, IUCN nadało mu status DD (Data Deficient).

## Taksonomia
Gatunek opisał po raz pierwszy zgodnie z zasadami nazewnictwa binominalnego opisał w 1863 roku niemiecki przyrodnik Hermann Burmeister nadając mu nazwę Chlamyphorus retusus. Cztery lata wcześniej otrzymał od rdzennego mieszkańca zmumifikowane szczątki przedstawiciela tego gatunku, którego ów mieszkaniec nie umiał rozpoznać. Była to skóra włącznie z czaszką (sygnatura MACN 4.110), obecnie we zbiorach Museo Argentino de Ciencias Naturales. Burmeister za miejsce pozyskana holotypu podał „Santa Cruz de la Sierra”, w Boliwii. Leopold Fitzinger umieścił go w monotypowym rodzaju Calyptophractus (puklerzowiec) jako C. retusus. Pojawiła się także propozycja utworzenia monotypowego rodzaju Burmeisteria (Gray, 1865), jednak nazwa okazała się być zarezerwowana dla dewońskiego trylobita.
Autorzy Illustrated Checklist of the Mammals of the World C. retusus za gatunek monotypowy.

### Etymologia
- Burmeisteria: Carl Hermann Conrad Burmeister (1807–1892), niemiecko-argentyński przyrodnik[12].
- Calyptophractus: gr. καλυπτος kaluptos „pokryty”, od καλυπτω kaluptō „ukryć”; ρακτος phraktos „chroniony”, od φρασσω phrassō „wzmocnić, obwarować”[13].
- retusus: łac. retusus „tępy”, od retundere „stępić”[14].

### Nazewnictwo zwyczajowe
Guarani nazywali ten gatunek Tatu jeikuarajoya – „pancernik o krótkim tyłku”. Do charakterystycznego wyglądu tylnej połowy ciała nawiązuje także potoczna hiszpańska nazwa, culo tapado, tłumaczone na język angielski jako „butt plug” – butt w tym znaczeniu tłumaczone jest jako zadek, plug może oznaczać gniazdko elektryczne, korek lub zatyczkę.

## Zasięg występowania
Puklerzowiec skryty występuje w regionie Gran Chaco w środkowej i południowo-wschodniej Boliwii, zachodnim Paragwaju i północnej Argentynie (od wschodniej Salty i Formosy na południe do Santiago del Estero). W ostatnim z wymienionych państw jest niewiele dogodnych dla gatunku gleb, powszechnie występują gleby gliniaste. Przebywa w norach wykopanych w suchej, ciepłej ziemi. Typ środowiska występujący na powierzchni zdaje się nie wpływać na zasięg tego pancernika; pojawia się nawet w pobliżu siedlisk ludzkich.

## Morfologia
Puklerzowiec skryty przypomina sylwetką kreta. Oczy i uszy (te drugie długości blisko 5–6 mm) zredukowane. Długość ciała (bez ogona) 120–170 mm, długość ogona 30–40 mm, długość ucha 5–6 mm, długość tylnej stopy około 39 mm; masa ciała 90–130 g. Charakterystyczną cechą puklerzowca skrytego jest pancerz przytwierdzony do kręgosłupa oraz kości miednicznej, wyróżniający go spośród innych pancerników. W części grzbietowej składa się z 23–24 płytek, między którymi znajdują się partie miękkiej tkanki. Na końcu gwałtownie się kończy, sprawiając wrażenie uciętego. Na wierzchu ciała rzadkie, białe włosy, na spodzie ciała już gęściej; także boki głowy porasta sierść. Na trzech palcach kończyn przednich można dostrzec długie, zakrzywione pazury, na czwartym mniejszy. W tylnych kończynach stopa posiada 5 palców, pazury zredukowane w porównaniu do tych kończyny przedniej. Zęby małe, w kształcie podobne do kołków.

## Ekologia
Przedstawiciele tego gatunku potrafią gwałtownie zakopać się pod ziemię. Prowadzą nocny tryb życia, większość czasu spędzając pod ziemią. W razie zagrożenia mogą zasłonić wejście do nory swoim pancerzem. Odzywają się płaczliwymi dźwiękami. W skład pożywienia wchodzą owady i ich larwy, bezkręgowce, ślimaki, korzenie; pewien osobnik w niewoli przeżył, jedząc tylko gotowany ryż i grapefruty. Obserwowano dzikiego pancernika jedzącego nasiona palmy Acrocomia totai. Jeden raz stwierdzono obecność kleszcza Amblyomma pseudoconcolor na ciele puklerzowca skrytego.
Wszelkie aspekty rozmnażania są słabo zbadane ze względu na rzadkość i tryb życia gatunku; nie stwierdzono rozrodu w niewoli. Występuje poliembrionia regularna; z jednej zapłodnionej komórki rozwijają się zwykle cztery młode. Młode w kilka godzin po urodzeniu są w stanie samodzielnie się poruszać (u pozostałych pancerników ten okres trwa do kilku tygodni). Długość życia wynosi 12–15 lat.

## Status zagrożenia
Obecnie (2014) przez IUCN gatunek klasyfikowany jest jako posiadający niedostateczne dane (DD, Data Deficient), by ocenić stopień jego zagrożenia. Wcześniej, w latach 2008 i 2006 otrzymał status gatunku bliskiego zagrożenia (NT, Near Threatened), w 1996 narażonego (VU, Vulnerable), a w latach 1982–1994 innsuficienly known (odpowiednik DD). Gatunek jest ograniczony do luźnych, piaszczystych gleb, rzadkich w Chaco; zasięg występowania poszatkowany. Występuje w Parku Narodowym Médanos del Chaco. 
Według doniesienia z 2008, na terenie paragwajskiego Chaco ludzie nie polują na pancerniki; najczęściej puklerzowiec skryty widywany jest podczas orki. Mimo tego w wielu miejscach na terenie swojego zasięgu pojawienie się osobnika tego gatunku jest uznawane (stan w 2001) za zły znak i zapowiedź śmierci członka rodziny; aby odwrócić „klątwę”, zwierzę należy zabić. Fakt ten nie pozostaje bez wpływu na wielkość jego populacji.